# 에르네스토 레쿠오나

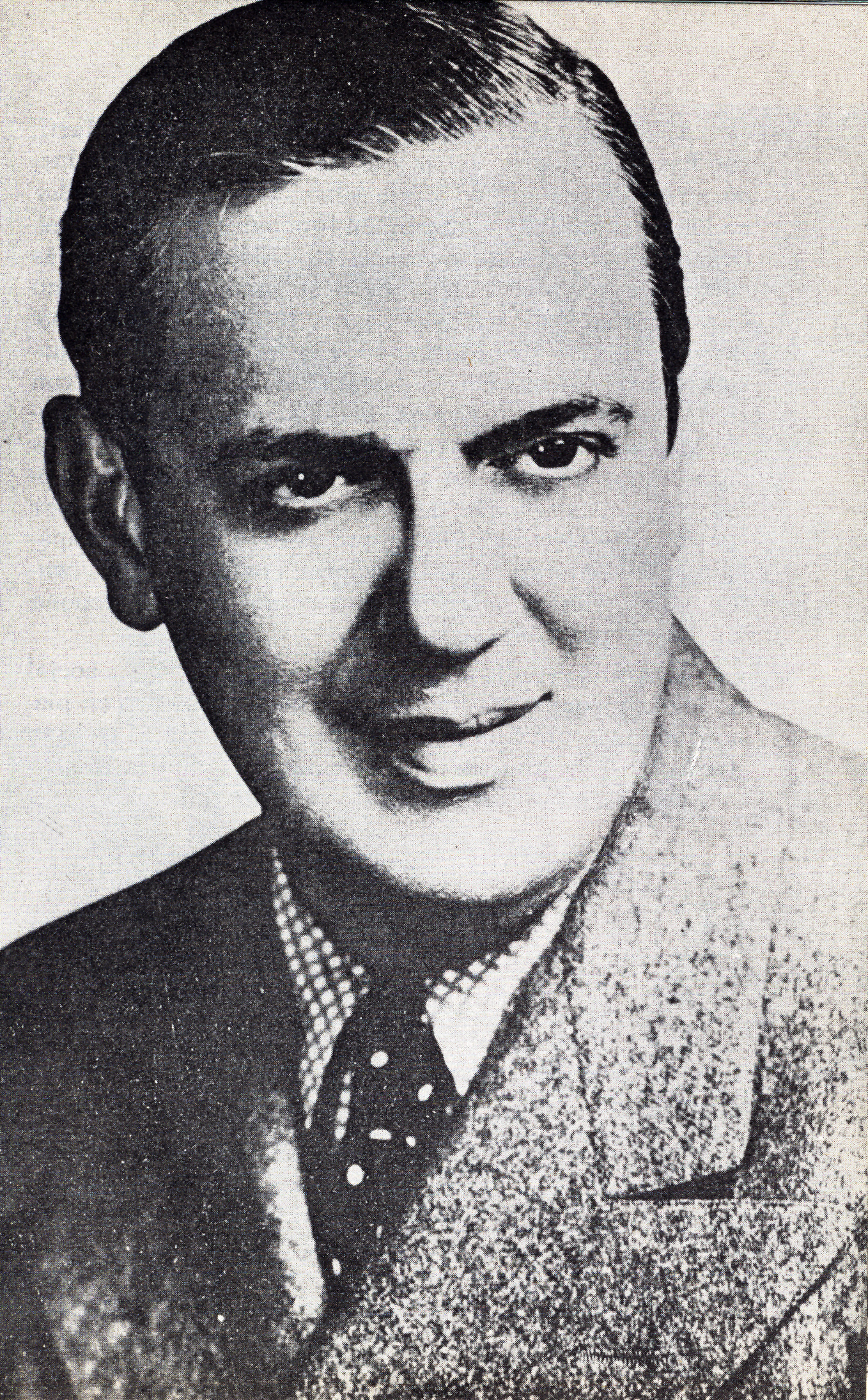
1935년 경

에르네스토 레쿠오나(Ernesto Lecuona, 1895년 8월 6일~1963년 11월 29일)는 쿠바의 피아니스트이다. 바나바코아에서 태어나 어려서부터 피아노의 솜씨가 뛰어나 신동이라는 말을 듣기도 하였다. 15세때 아바나의 콘세르과탈을 졸업하고 콘서트 피아니스트로 활약하는 한편 팝 음악도 다루어 1932년에 레코나 쿠번 보이즈라는 악단을 만든 뒤 그가 마침 일고 있던 룸바 붐에 기대를 걸고 유럽으로 건너 가려 하였다. 그러나, 자기 자신은 신병으로 갈 수 없어 알만도 오레피체를 리더 대행으로 프랑스에 가게 하여 파리를 중심으로 유럽에 룸바를 보급시키는 등의 공적을 쌓았다. 그리고 이 레코나 쿠번 보이즈라는 악단은 오늘날에도 여전히 그 형태를 바꾸어 존재하고 있다. 그 자신은 1943년에 카네기 홀에서 리사이틀을 여는 등 클래식 피아니스트, 작곡가로의 활동을 계속함과 동시에 《말라게냐》, 《한들바람과 나》, 《시보네》, 《마리아라 오》 등의 팝 분야에서도 훌륭한 작품을 남겼다. 1963년에 대서양 상의 카나리아 제도에서 병사하였다. 그의 조카 딸 말가리타 레코나도 작곡가로 활동하여 《바바르》, 《타부》 등의 명작을 남겼다.